# Resting bitch face

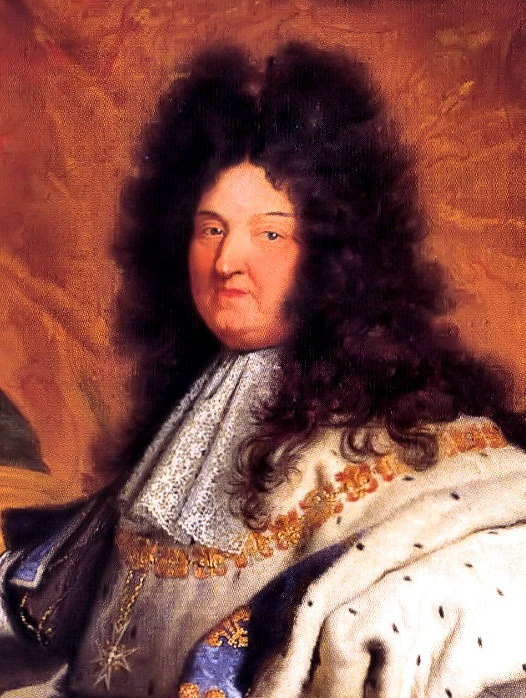
Людовик XIV с «синдромом стервозного лица» (художник Гиацинт Риго)

Resting bitch face (RBF) или bitchy resting face (BRF) (рус. синдром стервозного лица) — это появляющаяся непреднамеренно мимика на лице, показывающая злобу, раздражённость, презрение к окружающим, когда человек на самом деле расслаблен, отдыхает или же не выражает каких-то конкретных эмоций.